# Jim Clark (shérif)
James Gardner Clark Jr. (1922-2007), plus communément connu sous le nom de Jim Clark, est le shériff du comté de Dallas, en Alabama, célèbre pour sa défense de la ségrégation,,.

## Biographie

### Premières années
James Gardner Clark Jr. est né le 17 septembre 1922 fils de James Gardner, agriculteur, et d'Ettie Lee Clark, femme au foyer, résidant tous deux à Elba (Alabama), dans le comté de Coffee,.
Inscrit à l'Université de l'Alabama, il abandonne ses études pour s’enrôler dans l'aviation, servant durant la campagne des îles Aléoutiennes en tant que mécanicien et tireur sur un bombardier; il devient d'ailleurs membre de la American Legion.
Après la guerre, il reprend ses études puis devient éleveur de bétail dans le comté de Dallas. Il est également commissaire adjoint au Trésor de l'Alabama, chargé de percevoir les contributions.

### Shériff de Dallas

#### Nomination et premières mesures
En 1955, à la mort du précédent titulaire, le gouverneur James Folsom, Sr., un ami d'enfance, le nomme shérif du comté de Dallas. Les premières années sont difficiles car il n'est pas né dans le comté, mais il réussit à gagner, peu à peu, le respect de la population blanche (qui est pratiquement la seule à pouvoir voter) et est réélu deux fois.
Il prend en charge le groupe de volontaires ou posse, originellement créé après la guerre pour lutter contre le mouvement syndical et qui s'est étendu à la lutte contre les catastrophes naturelles. Il leur fournit des badges, des uniformes kaki, des casques de chantier, et leur fournit des armes telles que des fusils à pompe, des pistolets, des aiguillons électriques pour bétail et des manches de hache; certains d'entre eux sont montés. Les dernières années, ces 200 auxiliaires sont recrutés parmi les membres d'organisations telles que le Ku Klux Klan.
Il est vice president de la National Sheriffs Association et président de l'Alabama Sheriffs Association.

#### Lutte contre le mouvement des droits civiques
Clark, comme la plupart des membres de l'establishment de l'Alabama, soutient la ségrégation et considère le mouvement des droits civiques comme étant sous influence communiste; il mobilise donc son posse contre ce mouvement, dans le comté de Dallas comme à l'extérieur: en 1961 il envoie ses hommes "accueillir" les freedom riders à Montgomery, l'année suivante il les fait quitter l'état pour aller à Oxford, au Mississippi, pour essayer d'empêcher l'inscription de James Meredith à Ole Miss, et l'année d'après, sur la demande de Bull Connor, il les envoie à Birmingham contre le mouvement local. Il est lui-même fréquemment observé portant un casque à la Patton ainsi qu'un badge "Never!" ("Jamais!").
Dans le comté même, et particulièrement à Selma, il se fait remarquer pour sa brutalité envers les militants, bien que le maire Joseph Smitherman lui demande de faire preuve de modération afin d'éviter une publicité négative nuisible à l'attraction d'industries à Selma : ainsi, en 1963, il entre de force avec ses hommes dans le Tabernacle Baptist Church, où devait se tenir les funérailles de Sam Boynton, opposé à la ségrégation, menaçant de photographier toute personne venant y assister, sachant que des inscriptions sur les listes électorales y ont été prévues,,,,.
Le 10 février, il s'illustre en forçant plusieurs jeunes militants, qui s'étaient rassemblés devant le tribunal, à effectuer une marche forcée dans la campagne, ses hommes utilisant des aiguillons électriques sur les récalcitrants pour les forcer à bouger,,.
Il fait preuve de brutalité lors d'autres occasions: il renverse Annie Lee Cooper sur le sol avant de la battre avec sa matraque, arrête brutalement Amelia Boynton Robinson et frappe avec sa matraque le pasteur C. T. Vivian, laissant son visage ensanglanté,,.
Sa violence est un facteur important pour rendre le public plus sympathique envers les militants : Ralph Abernathy propose sa nomination comme membre d'honneur de la Dallas County Voters League pour services rendus. Certains ségrégationnistes modérés manifestèrent une certaine opposition à la brutalité de Clark.
Il recevait 200 lettres par jour, qu'elles soient pour le soutenir (70 % du courrier) ou le critiquer. Disant avoir reçu des menaces, il fait vivre sa famille dans la prison cantonale,.
Il s'illustre particulièrement lors de la marche de Selma à Montgomery organisée par Martin Luther King: le 7 mars 1965 il poste ses hommes sur le pont Edmund Pettus pour empêcher les 600 marcheurs de passer; aux côtés des agents de la Alabama Highway Patrol (surnommés les Alabama Troopers), ses hommes chargent brutalement sur les manifestants, causant 60 hospitalisations, bien que Clark ait nié qu'il y ait eu des blessés,,,. Il est entendu répondre, à quelqu'un s'inquiétant de l'état de santé d'Amelia Boynton, battue par la police, que "s'il y avait des morts, que les vautours les mangent",. Ces violences provoquent des critiques, y compris du gouverneur ségrégationniste George Wallace;
Sur cette période, il écrit en 1966 le livre The Jim Clark Story: I Saw Selma Raped ("L'histoire de Jim Clark : j'ai vu Selma être violée"), dont il prétend, plusieurs années plus tard, qu'il a été écrit par un autre,,.

#### Élection de 1966
Le jour de la primaire démocrate, en mai 1966, à la suite du Voting Rights Act de 1965, 70% des Noirs éligibles, soit 10 300, sont inscrits sur les listes électorales; et à part quelques dissidents, les Free Voters, voulant créer leur propre parti, la majorité d'entre eux s'inscrivent au parti démocrate afin de voter contre Clark et pour Wilson Baker, chef de la police de Selma, bien plus modéré. Baker gagne l'élection, bien que Clark ait contesté en justice la validité de la plupart des bulletins, et devient le candidat officiel démocrate pour le poste de shérif du comté,,,.
Clark décide alors de se présenter comme candidat sans étiquette, avec le soutien des blancs résidant dans les zones rurales du comté, mais perd le 8 novembre grâce au vote des noirs.

### Après son mandat
Après sa défaite, il devient vendeur de mobile homes. Il est également conférencier pour la John Birch Society et fit plusieurs petits jobs.
En 1978, avec six autres personnes, il est condamné, par un tribunal fédéral à Montgomery, à une peine de deux ans, dont il purge neuf mois, pour association de malfaiteurs en vue d'importer de la marijuana depuis la Colombie.
Au cours d'une interview en 2006, il n'exprime aucun regret par rapport à ses actions et affirme qu'il referait ce qu'il avait fait, affirmant qu'il n'avait fait qu'appliquer la loi; il reprend cette opinion à d'autres occasions, affirmant qu'il n'y avait aucune tension entre les races à Selma:
« Basically, I'd do the same thing today if I had to do it all over again. »
« Dans les faits, je referais la même chose aujourd'hui si j'avais à recommencer de nouveau. »
Cependant, en 1994, lors de l'élection de Harris Huffman, premier shérif noir du comté de Dallas, il lui fait un appel téléphonique pour le féliciter pour la nouvelle ère qui venait de s'ouvrir,.

### Décès
Le 4 juin 2007, il meurt à Elba, en maison de retraite, après plusieurs années à souffrir de problèmes cardiaques,.
Amelia Boynton Robinson assiste à ses funérailles.

### Vie privée
Marié avec Louise, il divorce en 1980. Ensemble, ils ont cinq enfants.